# Comuna Lîpnîk, Jovkva
Lîpnîk (în ucraineană Липник) este o comună în raionul Jovkva, regiunea Liov, Ucraina, formată din satele Dubrivka, Holokameanka, Ionîci, Lîpnîk (reședința), Lujkî, Luțîkî, Malîi, Pomlîniv, Ravske, Stare Selo și Zahirni.

## Demografie
Componența lingvistică a comunei Lîpnîk
     Ucraineană (99,83%)
     Alte limbi (0,13%)
Conform recensământului din 2001, majoritatea populației comunei Lîpnîk era vorbitoare de ucraineană (99,83%), existând în minoritate și vorbitori de alte limbi.